# Алиев, Али Ханалиевич
Али́ Ханали́евич Али́ев (каз. Әли Ханәлиұлы Әлиев; род. 27 октября 1980, Алма-Ата, СССР) — казахстанский футболист, тренер. Чемпион Казахстана, выступал за сборную Казахстана.

## Биография
Али Алиев родился 27 октября 1980 года в Алматы. По национальности — азербайджанец.
Его отец механик, а мать домохозяйка.. Младший брат Пиралы Алиев также футболист, выступал за сборную Казахстана.

## Карьера

### Клубная
Воспитанник алматинского футбола. Карьеру начал в 17 лет. В первом для себя сезоне он сыграл два матча. Быстро завоевал доверие тренера и болельщиков. За родной клуб отыграл 9 лет, стал чемпионом страны и выиграл два Кубка Казахстана.
В 2007 году перешёл в турецкий чемпионат. В дебютном матче забил два гола. Им начали интересоваться многие турецкие клубы. После первого для себя сезона перешёл из «Акчаабат Себатспора» в клуб турецкой Суперлиги «Кайсери Эрджиесспор». Там стал основным полузащитником. Из-за лимита легионеров ему предлагали взять двойное гражданство, но он отказался и перешёл в «Карталспор», а затем в «Диярбакырспор».
В январе 2012 года вернулся в Казахстан, подписав контракт с павлодарским клубом «Иртыш». Из-за малой практики летом решил перейти в костанайский «Тобол».
В 2013 году выступал за «Восток» (Усть-Каменогорск).
В марте 2014 года стал на сезон играющим тренером шымкентского «Ордабасы».
В 2015 году перешёл в клуб «Кызыл-Жар СК», из первой лиги, где завоевал бронзовые и серебряные медали и помог клубу спустя 8 лет вернуться в Премьер-лигу. В сезоне 2017 года команда со второго места турнира вышла в Премьер-лигу, 37-летний Алиев решил продолжить выступать за клуб и в 2018 году.
В сезоне 2018 года выполнял роль играющего тренера, но клуб по окончании сезона покинул высший дивизион. 15 января 2019 Алиев стал главным тренером команды. По итогам сезона 2019 года в качестве главного тренера привёл «Кызыл-Жар СК» к золотым медалям первой лиги, вернул клуб в Премьер-лигу и получил звание лучшего тренера первой лиги 2019 года.

### В сборной
Отыграл за сборную Казахстана два матча. Первый в 2002 году в товарищеской встрече со сборной Эстонии в команде Вахида Масудова. Снова его призвал в сборную из Турции Арно Пайперс в 2008 году, но закрепиться в основном составе помешала травма, полученная в товарищеской игре со сборной России. В интервью в 2010 году Алиев признался, что ещё мечтает сыграть в главной команде страны.

## Тренерская карьера

### Сборная Казахстана
31 января 2025г. Алиев назначен исполняющим обязанности главного тренера национальной сборной Казахстана,  сменив на посту Черчесова.

## Достижения
Как игрок
 «Кайрат»
- Чемпион Казахстана: 2004
- Обладатель Кубка Казахстана: 2001, 2003

 «Кызыл-Жар СК»
- Бронзовый призёр Первой лиги Казахстана: 2016
- Серебряный призёр Первой лиги Казахстана: 2017

Как тренер
 «Кызыл-Жар СК»
- Чемпион первой лиги Казахстана: 2019
- Лучший тренер первой лиги Казахстана: 2019